# Rezerwat przyrody Pierwos
Rezerwat przyrody Pierwos – rezerwat krajobrazowo-florystyczno-faunistyczny w województwie warmińsko-mazurskim na terenie gminy Piecki, utworzony w 1987 roku. Leży w granicach Mazurskiego Parku Krajobrazowego. Chroni się tu fragment doliny Krutyni, naturalne biocenozy leśne, torfowiska, zróżnicowany ekosystem leśny, zarastające eutroficzne jezioro Pierwos, strumienie Pierwos i Gardynka oraz ujściowy odcinek rzeki Krutyni. Rezerwat graniczy z przepływowym, zarastającym Jeziorem Gardyńskim, które należy do sąsiedniego rezerwatu Krutynia Dolna.
Rezerwat Pierwos zajmuje powierzchnię 605,48 ha.
Występuje tu bór, w składzie którego rośnie wiele starych drzew, z dominantą dębów i sosen. Z rzadkości florystycznych spotkać tu można wielosił błękitny – roślinę północną, wawrzynek wilczełyko, turzyca strunowa, rosiczka okrągłolistna, lilia złotogłów. W okresie jesienno-zimowym można zaobserwować interesującego ptaka rzek górskich i wyżynnych – pluszcza, ponadto żyje tu żuraw, zimorodek, orlik krzykliwy i łabędź niemy.